# Pentarthrum huttoni
Pentarthrum huttoni és una espècie de coleòpter polífag de la família dels curculiònids, principalment actiu a Amèrica tot i ser importat a Europa pel comerç de la fusta. Aquest corcs prefereixen humitat relativa molt elevada (fins a 100%) i fusta que ja ha començat a podrir-se per l'acció de fongs. És considerat com una plaga secundària, ja que mai no ataca fusta sana i seca.
Excepte P. huttoni, la gran majoria de les espècies Pentarthrum són tropicals. El 1854 va ser citar per a la primera vegada al Regne Unit, probablement arribat amb un càrrec de fusta de Xile. Des d'aleshores s'hi ha fixat, però es rar i no sembla imposar-se contra altres corcs de la fusta amb més èxit. El 2007 va ser observat per a la primera vegada a Àustria on va fer malbé els taüts històrics de la cripta de l'església Sant Miquel de Viena.
El millor tractament és la prevenció, tot conservant les obres de fusta en condicions seques i sanes que no obrin el pas als fongs que preparen el camí de Pentarthrum huttoni.